# Los Limoneros
Los Limoneros es una película dirigida por Eran Riklis.

## Argumento
Una viuda palestina que debe hacer frente a su nuevo vecino, el Ministro de Defensa de Israel. Los limoneros son los árboles que dan limones.
Asuntos de estado, asuntos de hombres, son solo unos limones? En realidad no son solo unos limones, es toda una serie de injusticias que se cometen permanentemente en el mundo por motivos económicos, políticos, militares. Dos mujeres, Salma y Mira, son víctimas también de violencias, pero estas violencias son de orden simbólico por parte de sus tradiciones religiosas y culturales. De este modo, estas mujeres intentan hacer frente a sus realidades familiares, a sus vínculos con el pasado, y les es bien difícil asumir esas contradicciones propias de sus vidas. Salma debe lidiar con sus vecinos y Mira debe asumir su soledad, en su condición de esposa de un alto mando político israelí. En el trasfondo se encuentra el muro que Israel construye en contra de las decisiones de Naciones Unidas y la Corte Internacional de Justicia.
Así, la bella musicalización, nos hace saber que el filme es un drama, siempre contenido, sin excesos y sin concesiones al espectador. El arraigo y la dignidad puestos en escena, nos permiten comprender, a distancia, el complejo problema político entre una Palestina empobrecida por culpa de occidente y un Israel que poco a poco se ha ido tomando los territorios árabes. La frontera Cisjordana nos revela entonces, a través de un sembrado de árboles, que una cosa es la cotidianeidad de los que padecen los efectos de la guerra y otra bien distinta las confrontaciones políticas sean estas o no armadas. Siempre hay víctimas y la pregunta sería de qué forma estas víctimas en las fronteras podrían disfrutar de formas de vida más honrosas y justas.
El “off the record” se traduce en prepotencia, ante la idea de poder. Nunca debe ser “confidencialmente” en materia de asuntos públicos, así como tendríamos que pensar que no todos los palestinos son terroristas ni todos los israelíes son imperialistas. En términos de humanidad pues, a todos nos asiste el derecho a la defensa de nuestras formas de arraigo y nuestras creencias. Cómo debe sentirse Salma después de su valiente lucha? Es probable que su abogado capitalice todo el esfuerzo en su favor, ella lo sabe; no obstante, cada uno, reconociendo su posición, toma decisiones que les blindan frente al futuro. Mira, el personaje de la esposa del político, por su parte, también decide que quiere para su futuro y, al parecer, tiene bien claro que debe hacer. Las violencias simbólicas algunas, a veces, pueden subsanarse pero otras no.